# Matthias Borowy
Matthias Borowy es un deportista alemán que compitió para la RFA en vela en la clase Star. Ganó dos medallas de plata en el Campeonato Europeo de Star, en los años 1984 y 1985.

## Palmarés internacional
| \| Campeonato Europeo \| Campeonato Europeo \| Campeonato Europeo \| Campeonato Europeo \| \| Año \| Lugar \| Medalla \| Clase \| \| ------------------ \| ---------------------- \| ------------------ \| ------------------ \| \| 1984 \| Palamós (España) \| Medalla de plata \| Star \| \| 1985 \| Copenhague (Dinamarca) \| Medalla de plata \| Star \| |                        |                  |       |
| Campeonato Europeo |                        |                  |       |
| Año | Lugar                  | Medalla          | Clase |
| 1984 | Palamós (España)       | Medalla de plata | Star  |
| 1985 | Copenhague (Dinamarca) | Medalla de plata | Star  |